# Manadhoo
Manadhoo is een van de bewoonde eilanden van het Noonu-atol behorende tot de Maldiven. Manadhoo is de hoofdstad van het Noonu-atol.

## Demografie
Manadhoo telt (stand maart 2007) 746 vrouwen en 862 mannen.